# Линда (эстонская мифология)
Ли́нда (эст. Linda) — персонаж эстонского эпоса «Калевипоэг», жена Калева и мать Калевипоэга. Упоминается в первой, второй, третьей, пятой, восемнадцатой и девятнадцатой песнях эпоса.

## Линда в Песне первой
Прибытие Калева * Сальме и Линда * Свадьба
Жившая на западе старая вдова нашла на дороге к пастбищу рябую курочку, на лугу яйцо тетёрки и живого воронёнка. Она отнесла их домой, в тёмный каменный амбар, и посадила курицу высиживать яйцо тетёрки, чтобы вывести цыплёнка и из него вырастить взамен ребёнка, чтобы утешить свою печаль. Женщина накрыла гнездо полотном, а воронёнка кинула в угол, за сундук. На четвёртый месяц она пришла в амбар проверить свою находку:
Смотрит — курочка рябая
Стала девушкой красивой,
Сальме — девушкою нежной,
А яйцо тетёрки тоже
Стало девушкой красивой,
Линдой ласковою стало.
Воронёнок же превратился в сиротку, бедную девушку, служанку.
К Сальме стали ездить сваты. Один жених был Месяц, другой — Солнце, третий — Звезда. И выбрала Сальме Парня-Звезду, старшего сына Звезды Полярной, сказав, что она — Золото и Серебро, и её достоин только он. Стали играть свадьбу, и шумом пира привлечённые опять приехали женихи, на этот раз — свататься к Линде, но она отказала и Месяцу, и Солнцу, и Водяному Потоку, и Ветру, и королю Кунгла, так же ответив, что она — Золото и Серебро. Все эти пять женихов нравились родне Линды — и братьям, и сёстрам, и вдове-хозяйке. Но явился шестой жених — Калев, который не понравился родне Линды, но за которого она, однако, захотела выйти замуж. И так нарядили её девы леса, что вдова не узнала своей красавицы дочки. Калев и Линда сыграли весёлую шумную свадьбу, и затем Калев увёз жену к себе домой на санях.
Линда, радостная птица,
Улетала без печали,
Женихом своим любима,
В дом к нему она спешила...
К дому Калева летела,
В те шелковые покои,
Где чудесное сияет
Ложе отдыха и счастья.

## Линда в Песне второй
Кончина Старого Калева *  Детство Калевипоэга
В трудах и заботах о многочисленных детях мирно текла супружеская жизнь Калева и Линды:
Много сыновей и дочек
Линда Калеву родила,
По ночам над ними пела,
Колыбели шест качая.
Щедрой грудью материнской
Сильных сыновей вскормила,
Вырастила, воспитала,
Витязей, отца достойных.
Дивной силой богатырской
Мускулы их одарила,
Разуму их научила. 
Когда Калев состарился, покинули дети отчий дом в поисках хлеба, места для жилища и удачи, с родителями остались только двое сыновей. Старый Калев заболел. Линда пыталась найти лекаря, который смог бы его исцелить, и, семь ночей и семь дней кружа над головой серебряной пряжкой на бечёвке, посылала на поиски божью коровку: куда она полетит — в той стороне и нужно лекаря искать:
Линда-мать в полёт коровку
И серебряную пряжку
На бечёвке вкруг пускала:
... Вы на свете поищите
Врачевателя седого,
Знахаря и чародея.
Встретились божьей коровке три могущественных знахаря: знахарь ветра, знахарь слова и подземный знахарь Мана — и единодушно сообщили ей, что Калева вылечить невозможно. 

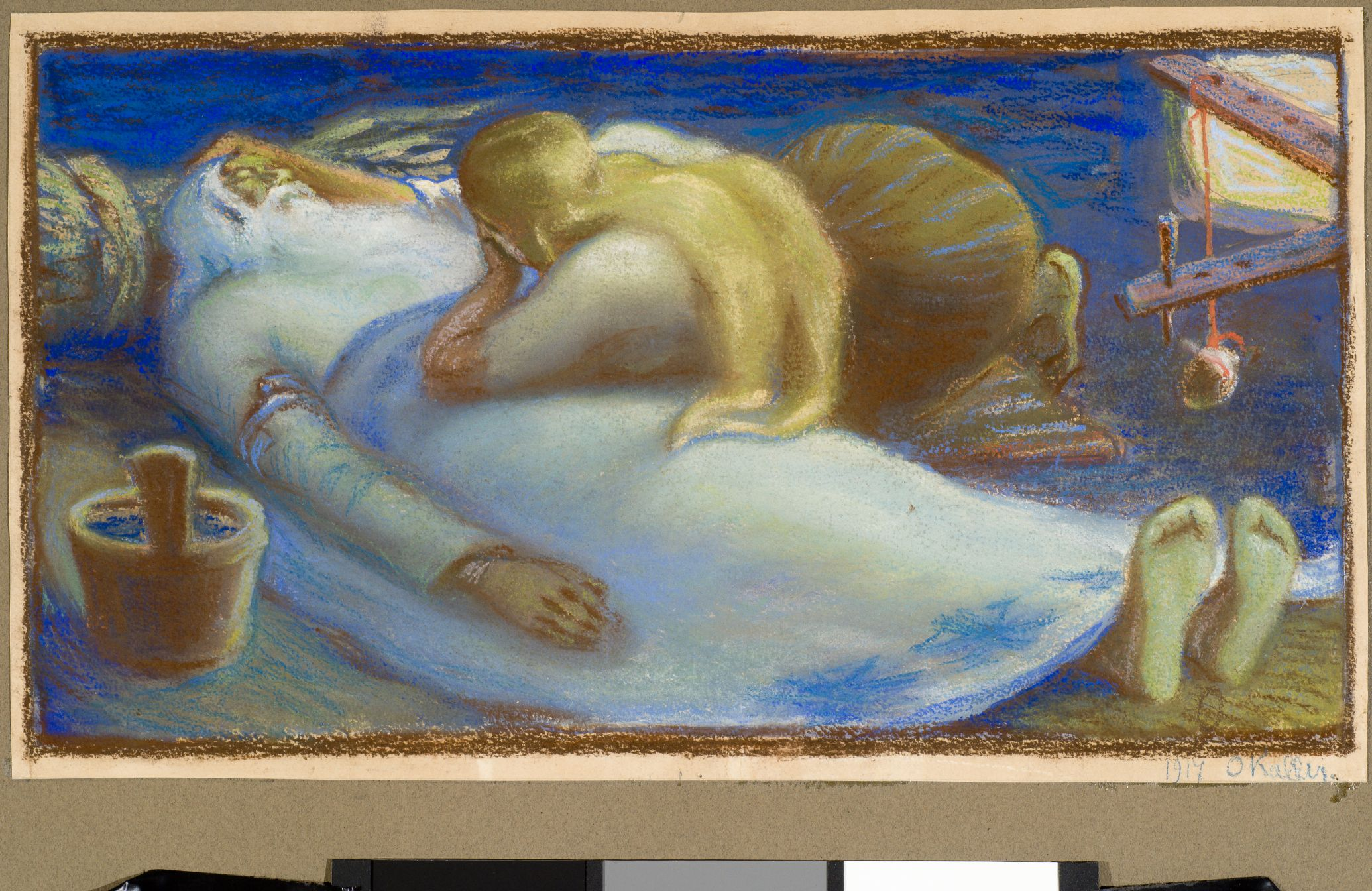
«Линда скорбит о Калеве».
Oskar Kallis. Пастель, бумага. 1919 год

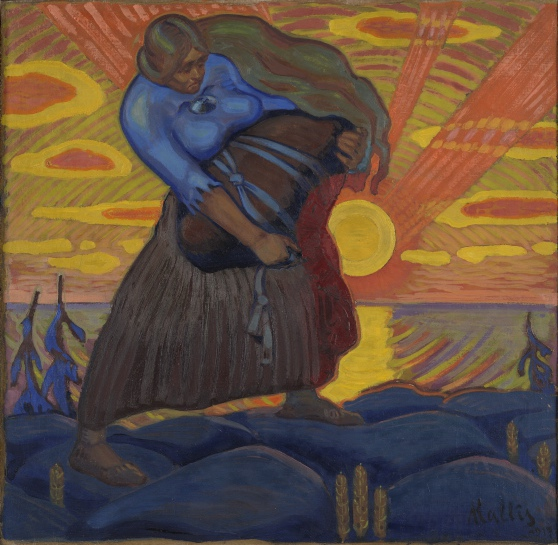
«Линда носит камни на могилу Калева».
Oskar Kallis. 1919 год

После смерти Калева появился на свет его последний сын, в народе наречённый Сокни, а позже в песнях и сказаниях эстов — Калевипоэг. Перед смертью Калев успел поведать Линде, что этот сын на века прославлен будет, но, чтобы не было ссор между братьями, они должны бросить жребий, кому первенствовать и владычить.
Линда неутешно горевала семь ночей и дней, затем омыла мёртвое тело мужа, его кудри причесала золотым гребнем, одела его в шёлковую рубашку и кафтан из золотой парчи, вырыла могилу глубиною в десять сажен и захоронила Калева, засыпав гроб его белым гравием.
Она тосковала, плакала и причитала три месяца и одну неделю, а затем:
Линда, горькая вдовица,
Стала каменные глыбы 
Класть на мужнину могулу,
Чтобы место обозначить,
Сыновьям сынов и внукам,
Дочерям времён грядущих,
Где почиет старый Калев.
Образовавшийся над могилой Калева каменный холм называется теперь холмом Тоомпеа.
Когда силы беременной женщины иссякли, она уронила тяжёлый валун, села отдохнуть и заплакала вдовьими слезами. Эти слёзы образовали озеро Юлемисте:
Там, на берегу озёрном,
И теперь лежит тот камень,
На котором, горько плача,
Линда бедная сидела.
Через некоторое время Линда в тяжёлых муках родила сына, который вырос дюжим парнем, утешителем вдовьей скорби.
К Линде опять стали свататься женихи, но она всем отказала. Последний жених, финский знахарь ветра Туслар, дальний родственник Калева, за отказ выйти за него замуж поклялся отомстить Линде.

## Линда в Песне третьей
Сыновья Калева на охоте * Похищение Линды * Возвращение сыновей

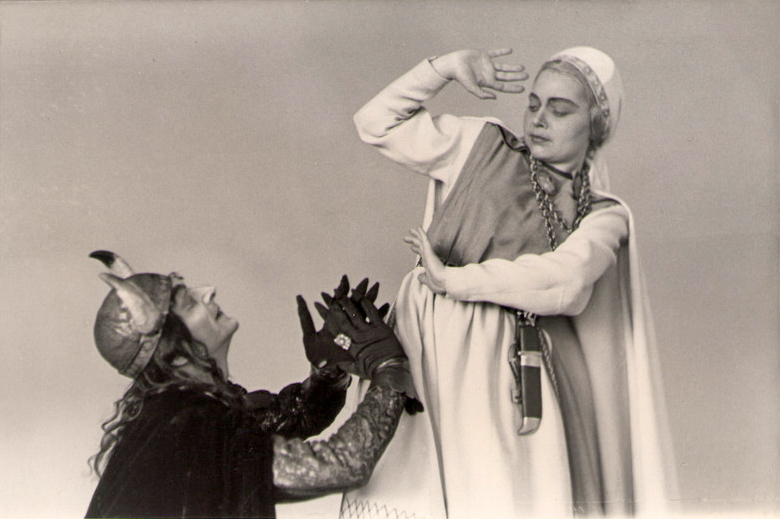
Линда отвергает ухаживания Туслара. Сцена из балета «Калевипоэг», 1948 год

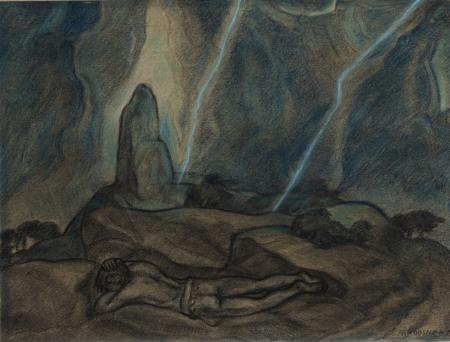
Ируская тёща. August Roosileht.
Пастель, бумага. 1918 год

Три сына Калева ушли на охоту:
Мать одна осталась дома
Сторожить лари, амбары,
Охранять весь дом богатый
Полный талеров старинных.
У котла она стояла,
Сыновьям еду варила...
Туслар воспользовался моментом и похитил Линду, и, хотя она изо всех сил боролась с ним, он умел колдовать и сломил сопротивление вдовы. Но могучий дед Пикне услышал крики Линды, поспешил на помощь и пронзил Туслара молнией. Оглушённый колдун упал, а Линда силой неба была вырвана из его объятий:
И в единое мгновенье
Линда, бедная вдовица,
Стала каменной скалою,
Глыбою на склоне Иру.

### Ируская тёща
«Ируской тёщей» (эст. Iru ämm) называли валун на границе Ласнамяэ на краю почтового тракта, который был похож на женщину в развевающейся юбке: одна рука протянута к морю, другая находится за спиной. С XIX века для привлечения удачи было принято, входя в город, поприветствовать «тёщу» хлопком и принести ей жертву. Возле «тёщи» разводили костры Яанова дня. Однажды костёр получился слишком большим, и «тёща» раскололась.  Куски валуна использовали при строительстве Ируского моста в 1865–1867 годах. После публикации эпоса «Калевипоэг» валун в народе связали с повестью о гибели Линды и стали также называть камнем Линды. Позже местные краеведы установили на месте бывшего валуна памятную доску. В 1970 году в память о валуне была установлена одноимённая скульптура.

## Линда в Песне пятой
Калевипоэг в Суоми * Могучий дуб * Расправа с Тусларом
В поисках матери Калевипоэг приплыл на финский берег и отыскал Туслара. Тот подробно рассказал ему обо всём, что случилось после того, как он похитил Линду, но Калевипоэг ему не поверил и, вырвав из земли могучий дуб, убил им Туслара. Он обыскал весь его дом и, не найдя матери, горько пожалел о совершённом убийстве. Когда он, плача и горюя, ослаб и уснул, то увидел сон:
В молодой красе весенней,
Словно светлая невеста,
Девушка в том сне смеялась,
Весело в застолье пира
Пташечкой лесной звенела,
Языком медовым пела.
Словно прежде, на качелях,
В лиственной прохладе Ляэне,
Возле матушки приёмной
Линда юная качалась.
Проснувшись, Калевипоэг понял, что искать мать напрасно: она погибла.

## Линда в Песне восемнадцатой
Второе путешествие в подземный мир * Битва с воинством ада * Поединок с Рогатым
В поисках своего врага, Рогатого, могучий Калевипоэг топнул ногой и перед ним распахнулись ворота в ад. В аду его ждали  многочисленные испытания, преграды и битвы. Когда огромная скала закрыла перед ним проход в берлогу Рогатого, он нанёс ей удары кулаком и разбил вдребезги. Калевипоэг ворвался в дом Рогатого и тут:
Женщины туманный призрак,

Скорбный призрак бедной Линды,

Образ матери умершей

Показался взору сына.

Одинокая, за прялкой

Мать умершая сидела,

Колесо вертя ногою,

Теребя кудель густую...

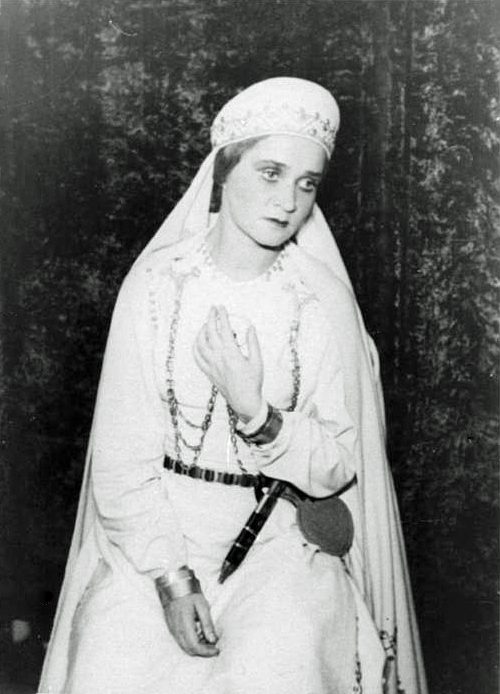
Аста Отс в роли Линды, балет «Калевипоэг», театр «Эстония», 1953—1954 гг.

Справа от Линды стояла чашка с живой водой, слева — с водой, убивающей силы. Призрак матери глазами указал сыну на чашку справа. Калевипоэг взял чашку, отхлебнул воды и, почувствовав прилив сил, тяжёлым камнем разбил стену, за которой сидела старуха за ткацким станком — мать Рогатого. Она предложила Калевипоэгу погостить у неё и освежиться водой из левой кружки, но он понял, чего она хочет, и отказался.
Калевипоэг открыл потайную задвижку в нише, и оттуда на него набросились тридцать злобных воинов, отборных силачей. Калевипоэг убил их всех. Разозлённый Рогатый, увидев это, припомнил Калевипоэгу все его прежние похождения и назвал его вором, лиходеем и разбойником. Тогда Калевипоэг снял с мизинца волшебный колокольчик, помогавший ему, и предложил Рогатому сразиться на равных, на открытом просторе. Рогатый перед битвой по ошибке отхлебнул воды из левой кружки, а Калевипоэг, увидев это, из — правой.

## Линда в Песне девятнадцатой
Калевипоэг заковывает Рогатого в цепи * Счастливые времена * Празднество и книга мудрости * Вести о войне
Калевипоэг и Рогатый бились семь дней и семь ночей без передышки. Несмотря на то, что мёртвая вода отняла у Рогатого силы, он всё же был очень могуч. От битвы сотрясались поля и долины, в море вздымались волны. Чудодейственная сила Калевипоэга стала ослабевать, и тогда ему на помощь опять пришла его мать в виде призрака:
Но душа живая Линды
Зорким оком увидала
Ослабленье силы сына.
Вырвала она из прялки,
С копыла пучок кудели,
Тот пучок над головою
Раз двенадцать покружила,
А потом швырнула о пол —
Сыну милому примером.
Калевипоэг понял материнский знак, схватил Рогатого за ноги, закружил над головой, затем ударил оземь, схватил за горло, наступил на грудь коленом и своим кушаком проворно скрутил врага. Затем он затащил его в железный чулан, скрутил якорной цепью, заковал ноги в оковы, руки — в  колодки, перепоясал пленника железным кольцом и приковал к гранитной стене так, что Рогатый не мог ни пяткой дрыгнуть, ни рукою пошевелить.